# Jayat
Jayat település Franciaországban, Ain megyében. Lakosainak száma 1276 fő (2022. január 1.). Jayat Foissiat, Lescheroux, Malafretaz, Marsonnas, Montrevel-en-Bresse, Saint-Jean-sur-Reyssouze és Saint-Julien-sur-Reyssouze községekkel határos.

## Népesség
A település népességének változása:
| Lakosok száma | 713  | 681  | 650  | 937  | 1099 | 1145 | 1182 | 1226 | 1241 | 1276 |
|               | 1968 | 1982 | 1990 | 2006 | 2013 | 2015 | 2017 | 2019 | 2020 | 2022 |